# 2019年歐洲議會選舉 (愛爾蘭)
2019年歐洲議會選舉其中愛爾蘭在於2019年5月24日星期五舉行與地方選舉一同舉行。選舉是以單記可讓渡投票制的方式進行的。選舉了十三名歐洲議會議員，但都柏林和南方當選的最後一位候選人要等到英國脫歐產生法律效力的時候（即2020年2月1日）才上任。

## 候選人
提名於2019年4月15日中午截止，共有59名候選人：都柏林19人（4個席位），米德蘭茲西北地區17人（4個席位）和南部23人（5個席位）。
- 都柏林從3增至4，獲得額外席位；沒有邊界變化。全體選民為884,118，每個席位的選民為221,029.5。
- 南部選區從4增加到5獲得一個額外的席位，並從米德蘭茲-西北獲得拉伊斯縣和奧法利縣。全體選民為1,417,017，每個席位為283,403.4。
- 中部地區-西北地區失去南部的勞埃斯和奧法利，但仍是4個座位。全體選民為1,224,888，每個席位的選民為306,222。

## 結果

上圖顯示全國三個選區選出來的議員，每個方格代表一名議員。若方格右下角有「*」號，則代表該名議員在英國脫歐後（即2020年2月1日）才上任。方格顏色代表國內政黨及其歐洲議會如下：
- 紫藍：統一黨（歐洲人民黨黨團，4+1席），迪爾德麗·克隆於2020年2月1日上任
- 青綠：綠黨（綠黨/歐洲自由聯盟，2席）
- 粉紅：爭取變革獨立人士（歐洲聯合左派/北歐綠色左派，2席）
- 淺綠：共和黨（復興歐洲，1+1席），巴里·安德魯斯於2020年2月1日上任
- 深綠：新芬黨（歐洲聯合左派/北歐綠色左派，1席）
- 灰：無黨籍（歐洲聯合左派/北歐綠色左派，1席）

## 外部連結
- EU Elections 2019（页面存档备份，存于） RTÉ News